# Машуми
Машуми (индон. Masyumi) — основная исламистская политическая партия в Индонезии в период либеральной демократии. Полное название партии — Совет мусульманских организаций Индонезии (индон. Partai Majelis Syuro Muslimin Indonesia). В 1960 году она была запрещена президентом Сукарно после восстания 1958 года.

## История партии
Машуми была основана в оккупированной японцами Индонезии в 1943 году как мусульманская организация. В создании Машуми большую роль сыграли японские оккупанты, желавшие контролировать исламистское движение в стране. После опубликования Декларации независимости Индонезии 7 ноября 1945 года она была преобразована в политическую партию и получила название Машуми. Некоторое время она была самой большой по численности партией в стране. На правах коллективных членов в неё входили организации Нахдатул Улама и Мухаммадия.
19 февраля 1946 года по распоряжению министра обороны Амира Шарифуддина в армии был создан «образовательный штаб», наибольшее влияние в котором имели социалисты-члены партии Машуми.
В августе 1950 года был образован новый индонезийский парламент — Совет народных представителей. Партия Машуми получила в нём 49 мест. Членами партии были премьер-министры Мохаммад Натсир и Бурхануддин Харахап.
Машуми заняла второе место на парламентских выборах 1955 года, где получила 7 903 886 голосов (20,9 %) и 57 мест в парламенте. Партия была популярна в регионах с преобладающим мусульманским населением, таких как Западная Суматра, Джакарта и Ачех. На Яве Машуми получила 51,3 % голосов, на Суматре — 42,8 %, на Калимантане — 32 %, на Сулавеси — 33,9 %.
В 1958 году часть членов Машуми поддержала восстание против Сукарно, в результате в 1960 году партия была запрещена вместе с Социалистической партией.
После запрета партии её члены и сторонники основали организацию «Семья звезды и полумесяца» (индон. Keluarga Bulan Bintang), выступавшую за введение в стране законов шариата и мусульманского обучения в школах. После прихода к власти генерала Сухарто партию попытались восстановить, но эта попытка не получила поддержки со стороны властей. Вторая попытка возрождения партии была предпринята после свержения Сухарто, она закончилась основанием Партии звезды и полумесяца, которая участвовала в парламентских выборах 1999, 2004 и 2009 годов.